# Swietłana Kolesniczenko
Swietłana Konstantinowna Kolesniczenko (ros. Светлана Константиновна Колесниченко; ur. 20 września 1993 w Gatczynie) – rosyjska pływaczka synchroniczna, trzykrotna mistrzyni olimpijska (Rio de Janeiro, Tokio), dziewiętnastokrotna mistrzyni świata.

## Kariera
W 2016 startowała na letnich igrzyskach olimpijskich w Rio de Janeiro, na których wywalczyła złoty medal olimpijski w konkurencji pływackiej drużyn, dzięki rezultatowi 196,1439 pkt. W 2021 uczestniczyła w letnich igrzyskach olimpijskich w Tokio, startując w rywalizacji zarówno duetów, jak i drużyn. W obu konkurencjach zdobyła złoty medal olimpijski, dzięki rezultatom odpowiednio: 195,9079 i 196,0979 pkt.
Począwszy od 2011 roku, pięciokrotnie startowała w mistrzostwach świata. Medale zdobywała na każdej z takich imprez sportowych – w Szanghaju (3 złote), Barcelonie (3 złote), Kazaniu (5 złotych), Budapeszcie (4 złote) i Gwangju (4 złote). W latach 2014–2021 na mistrzostwach Europy (Berlin, Londyn, Glasgow, Budapeszt) wywalczyła jedenaście złotych medali.

## Odznaczenia i wyróżnienia
W 2016 została odznaczona Orderem Przyjaźni za zdobyty złoty medal na igrzyskach w Rio de Janeiro, natomiast trzy lata później została odznaczona tytułem Zasłużonego Mistrza Sportu w Rosji.
W 2017 została uhonorowana przez Światową Federację Pływacką tytułem Pływaczki Synchronicznej Roku. Dwa lata później została uhonorowana ponownie tym samym tytułem, razem z rodaczką Swietłaną Romaszyną. W 2017 i 2018 roku Europejska Federacja Pływacka uhonorowała Rosjankę tytułem Pływaczki Synchronicznej Roku.